# موش میدان نفتی
موش میدان نفتی (نام علمی: Peromyscus polionotus) نام یک گونه از سرده موش‌های آهویی است.

## توزیع و زیستگاه
موش اولدفیلد تنها در جنوب شرقی ایالات متحده، از فلوریدا تا تنسی رخ می دهد. انها در درجه اول در سواحل و زمینه های شنی زندگی می کنند. 